# PC Music
La PC Music è un'etichetta discografica britannica con sede a Londra. Gli artisti della PC Music reinterpretano la musica pop in un'ottica surreale, facendo ad esempio uso di voci femminili distorte e texture sintetiche intenzionalmente parodistiche, attingendo liberamente dal postmodernismo, dall'estetica pubblicitaria, dal consumismo, dai loghi aziendali, e dalla cybercultura. Gli artisti dell'etichetta includono il suo fondatore A. G. Cook, Hannah Diamond, Life Sim, Danny L Harle e Sophie.

## Storia

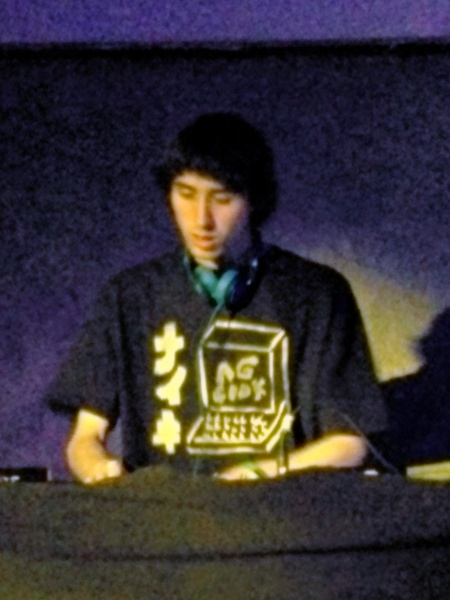
A. G. Cook (2015)

La PC Music venne aperta durante l'estate del 2013 da Alexander Guy Cook, studente del Goldsmiths College che aveva già creato una cosiddetta "pseudo-label" e blog chiamato Gamsonite, in cui ebbe modo di collaborare per la prima volta con altri artisti elettronici. Inizialmente una A&R, la PC Music pubblicò quaranta tracce gratuite esclusivamente su SoundCloud, alcune delle quali ascoltate da oltre 100.000 persone, durante i suoi primi anni di attività. Il primo singolo a pagamento uscito fu Every Night (2014) di Hannah Diamond, seguito poco tempo dopo da Hey QT di QT, prodotto da Cook e a cui prese parte anche Sophie.
Nel marzo 2014, Cook, Sophie e QT si esibirono per la prima volta dal vivo negli USA all'Hype Hotel della Hype Machine, in occasione del South by Southwest. L'anno successivo, nel mese di marzo del 2015, una vetrina esclusiva del South by Southwest promuoveva gli artisti della PC Music. Ciò venne considerato da Cook un "atto di rinascita" della PC Music, che stava diventando una vera e propria etichetta. Sempre nello stesso anno, uscì la prima compilation ufficiale della PC Music PC Music Volume 1, e il roster dell'etichetta presentò in anteprima "Pop Cube", una "rete di realtà multimediale", al BRIC House di Brooklyn in occasione dei Red Bull Music Academy Festival.
Il 21 ottobre 2015, l'etichetta annunciò su Facebook un sodalizio con la Columbia Records. La prima uscita pubblicata dalle due etichette fu un EP di Danny L Harle. Nel dicembre 2015, PC Music pubblicò il singolo Only You, una collaborazione tra A. G. Cook e la pop star cinese Chris Lee. Il videoclip del brano venne diretto da Kinga Burza. Il 18 novembre 2016, la PC Music pubblicò la seconda antologia ufficiale.
L'etichetta ha sempre mantenuto uno stretto controllo sul suo marchio e i suoi musicisti hanno rilasciato poche interviste.

## Stile
Gli artisti della PC Music propongono un pop elettronico e sperimentale che stravolge i canoni della musica mainstream. Per fare ciò, essi sovrappongono fra loro suoni dissonanti che ricordano la musica nera per MIDI, cambiano repentinamente ritmo, timbro e tonalità dei loro brani e alterano le voci, che fungono a volte da elemento ritmico. Alcuni ritengono che le soluzioni sonore improbabili degli artisti della PC Music sarebbero mirate a parodiare la società dei consumi e la musica elettronica indipendente, spesso realizzata tramite software che permettono di produrre musica ad alta fedeltà. Altri sostengono che gli artisti della label britannica propongano uno stile che sarebbe l'equivalente "femminile" alla dance.
Nonostante le tracce degli artisti della PC Music trasmettano positività, il critico musicale Maurice Marion di Rare Candy asserisce che esse non nasconderebbero "un sottotono di gusto lynchiano reso evidente dai rivolti dissonanti e le armonizzazioni caustiche". Secondo il vicedirettore di Vogue Alex Frank, gli artisti della PC Music deridono cinicamente i riferimenti culturali a cui si ispirano, e seguendo un approccio inedito nel contesto della musica dance in un'epoca di revival house. Qualcuno asserisce che l'abuso di suoni e voci distorte nella musica firmata dalla PC Music provocherebbe una sensazione di uncanny valley che metterebbe a disagio gli ascoltatori.

## Influenze
Secondo Clive Martin di Vice, il sound della PC Music sarebbe un "composito giocoso di suoni e generi tendenzialmente ignorati", mentre Lanre Bakare del Guardian ritiene che la musica dell'etichetta britannica si caratterizzerebbe per la presenza di "massicce esplosioni di synth che tanto piacciono ad artisti eurodance da classifica come i Cascada, i bassi cavernosi di Grimes e la gamma vocale dell'happy hardcore". Altre fonti di ispirazione della PC Music sono la bubblegum dance, la balearic trance, il wonky e, stando a quanto riferisce Cook, anche il K-pop, il J-pop, e produttori come Max Martin, Jimmy Jay e Terry Lewis. Cook cita anche, sebbene indirettamente, il musicista americano Conlon Nancarrow come fonte di ispirazione. Fra le influenze non musicali, gli artisti della PC Music rivendicano vari elementi della cultura di consumo, fra cui le mode gyaru, kawaii e camp, i cosmetici, il marketing pubblicitario, il post-modernismo, il denaro e il sesso.

## Artisti
Benché la PC Music sia prima di tutto una casa discografica, i suoi musicisti si considerano membri di un collettivo artistico che lavorano servendosi di uno pseudonimo preso a piene mani dal gergo di Internet e un'estetica visiva ispirata al mondo dei cartoni animati. Cook sostiene che il roster della PC Music sarebbe composto da "non professionisti trattati come se fossero però artisti di una major". La casa discografica non promuove mai gli artisti da lei contrattati tramite dispendiose campagne promozionali, ma annuncia costantemente nuovi musicisti alla stregua di un prodotto usa e getta. Secondo Vice, quelli della PC Music sarebbero non sarebbero da intendersi come persone, bensì come "opere d'arte meticolosamente pianificate e a lungo termine (...) vere e proprie installazioni viventi che riproducono musica". Gli artisti della PC Music sono produttori di musica elettronica e cantanti inesperti, e contano A. G. Cook, Hannah Diamond, Life Sim, Danny L Harle, Sophie, QT, Easyfun, Kane West (ovvero Gus Lobban dei Kero Kero Bonito), Namasenda e GFOTY.

## Accoglienza
La PC Music ha diviso la critica e la stampa. Joe Moynihan di Fact dichiarò che, nel 2014, l'etichetta avrebbe pubblicato alcuni dei brani pop più avvincenti degli ultimi tempi. Inoltre, la stessa Fact e altri siti e riviste, fra cui Resident Advisor, Tiny Mix Tapes, e Spin, la considerarono una delle migliori case discografiche di quell'anno. In un trafiletto di Vice, Ryan Bassil dichiarò che lo stile della PC Music permette agli artisti della stessa di "esprimere emozioni in maniera autentica". Per contro, qualcuno accusò i membri della PC Music di aver oggettificato il corpo femminile nelle copertine dei suoi album e nei videoclip con il pretesto di fare arte, e di aver inficiato la sua musica con delle tracce trance ad alta velocità che risulterebbero prive di valenza artistica.